# Veni, vidi, vici
Veni, vidi, vici (Класически латински: [ˈweːniː ˈwiːdiː ˈwiːkiː]; Богослужебен латински: [veːniː viːdiː viːtsiː]; от латински: Дойдох, видях, победих) са думите, с които, както съобщава Плутарх в своите „Изречения на царе и пълководци“, Юлий Цезар уведомява в писмо приятеля си Гай Матий в Рим за бързата си победа в битката при Зела (август 47 г. пр. Хр.) срещу цар Фарнак II, сина на Митридат VI.
Фразата Veni, vidi, vici е използвана и на емблемата на тютюневата компания „Филип Морис“, произвеждаща известните цигари „Марлборо“.